# Saint-Senoux
Saint-Senoux is een gemeente in het Franse departement Ille-et-Vilaine (regio Bretagne). De plaats maakt deel uit van het arrondissement Redon. Saint-Senoux telde op 1 januari 2022 1.836 inwoners.

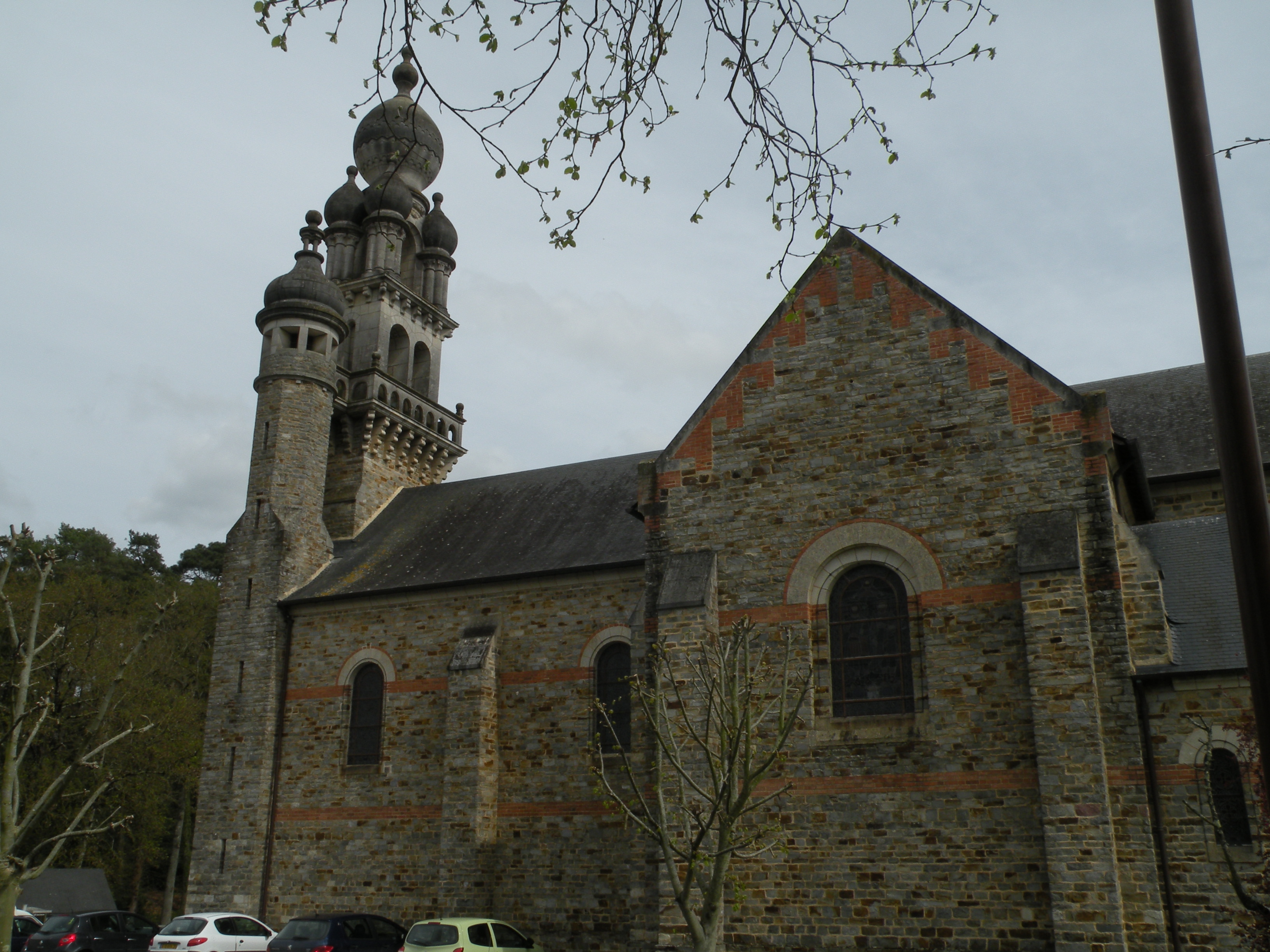
Kerk van Saint-Senoux
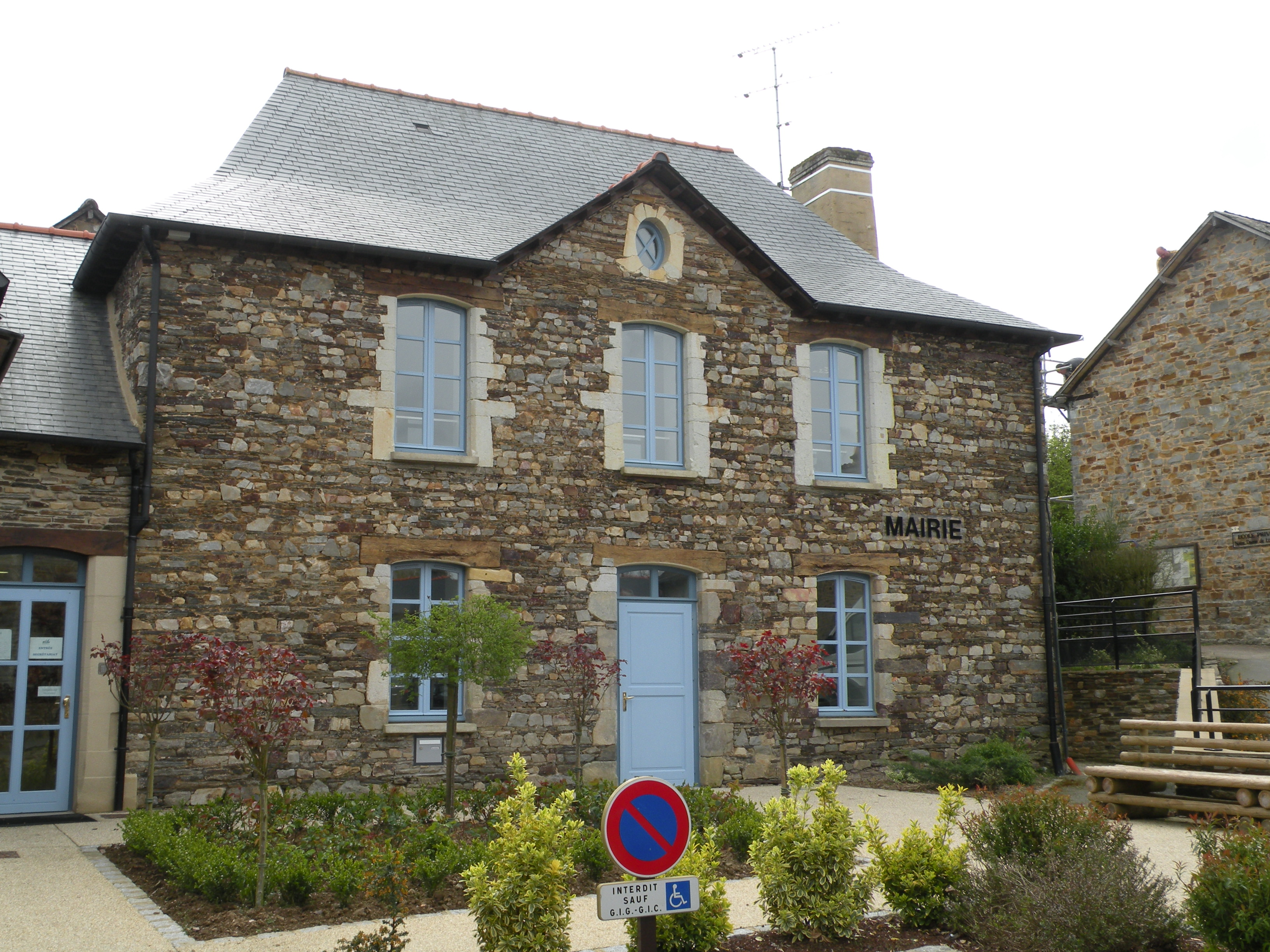
Gemeentehuis
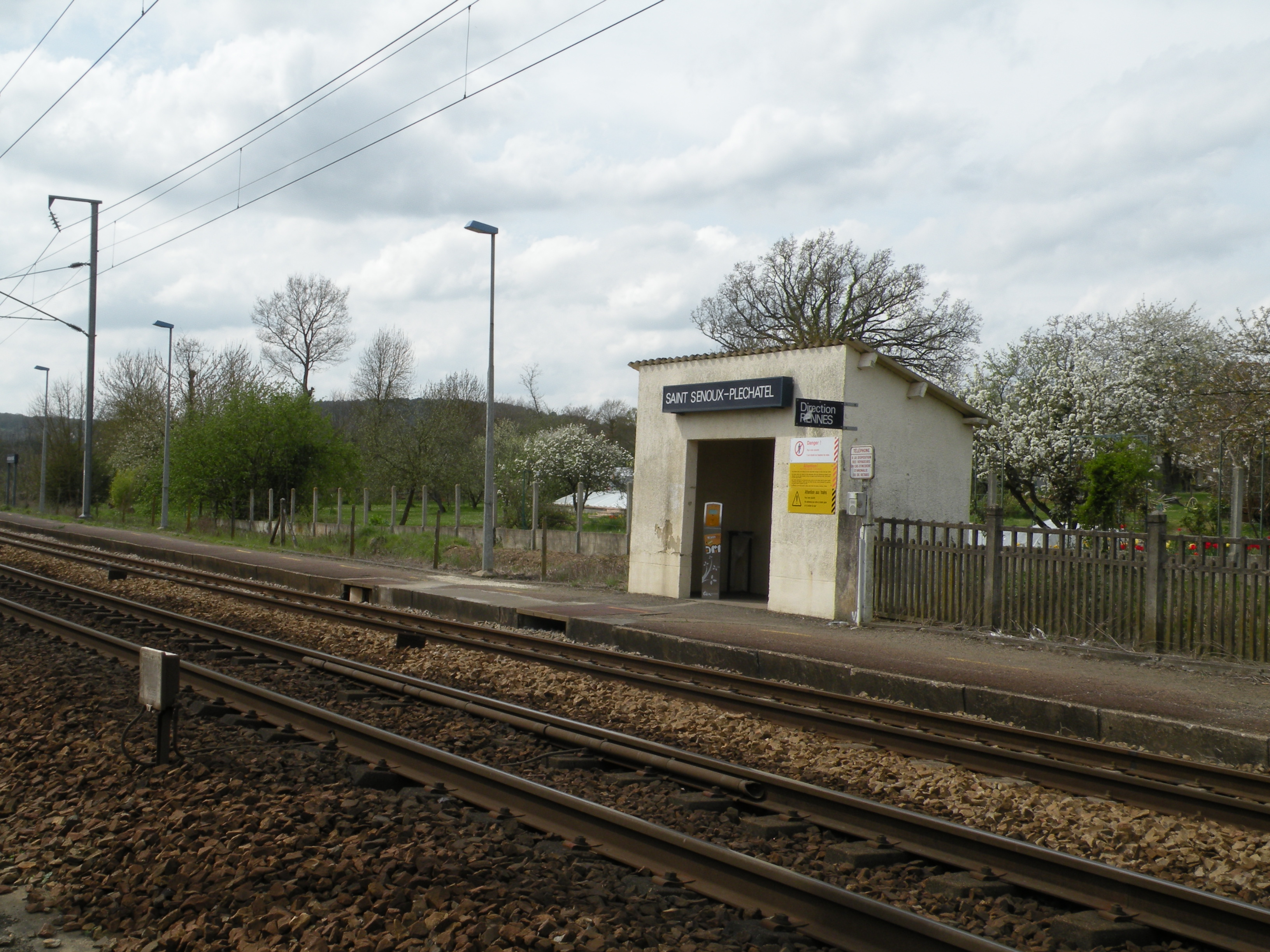
Spoorweghalte

## Geografie
De oppervlakte van Saint-Senoux bedroeg op 1 januari 2022 18,29 vierkante kilometer; de bevolkingsdichtheid was toen 100,4 inwoners per km².

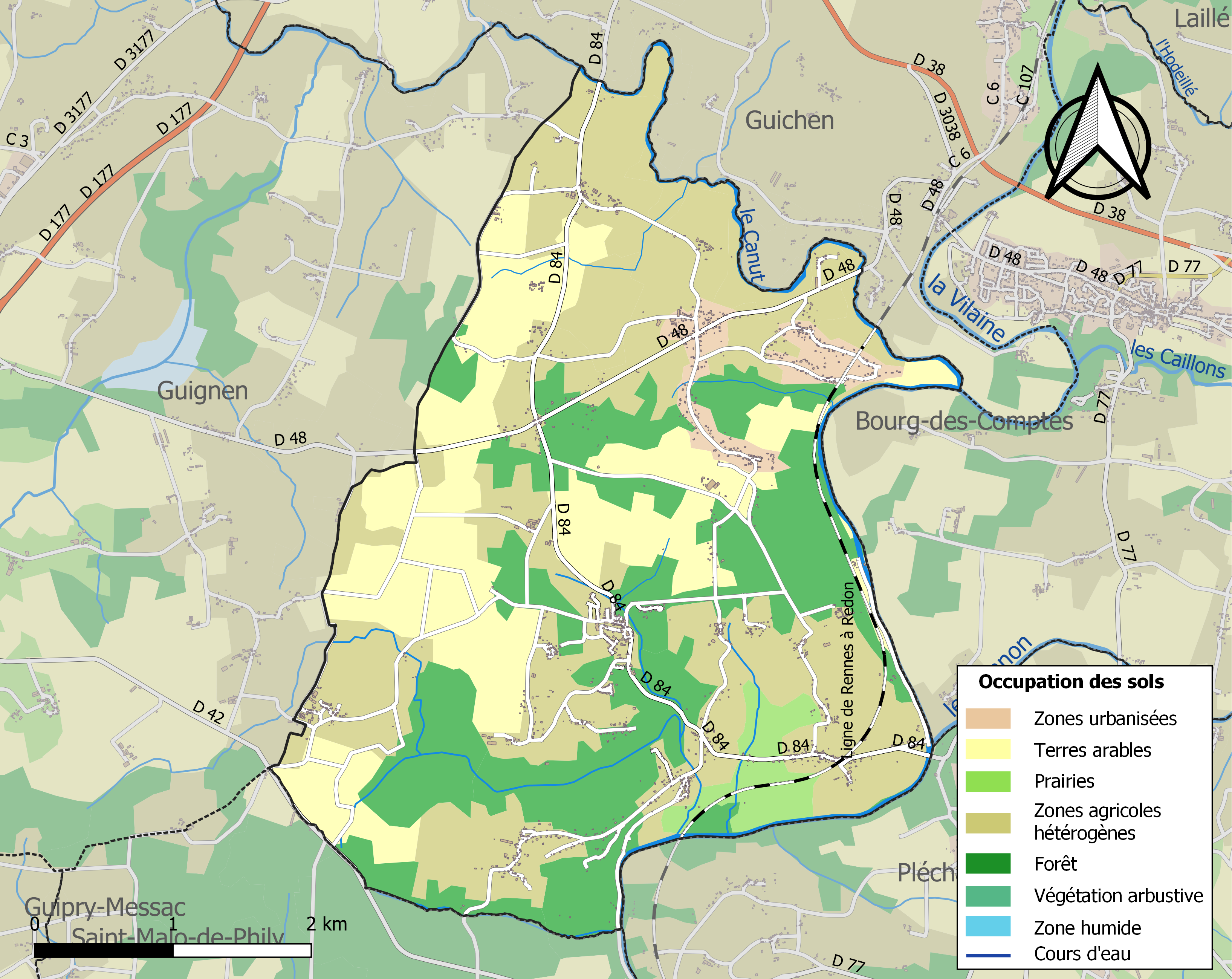
Kaart van de gemeente met belangrijkste infrastructuur, bodemgebruik en omliggende gemeenten

## Verkeer en vervoer
In de gemeente ligt de spoorweghalte Saint-Senoux - Pléchâtel.

## Demografie
Onderstaande figuur toont het verloop van het inwonertal (bron: INSEE-tellingen).